# Еволюційна ефективність біоценозу
Еволюційна ефективність біоценозу, закономірність, що полягає в тому, що процвітання і стабільність біоценозу зростають прямо пропорційно ступеню, в якому складові його  популяції в процесі  еволюції максимально пристосувалися одна до одної. Дія цього принципу ясно простежується, наприклад, при інтродукції в будь-яке угруповання нових видів. У більшості випадків вони або не можуть успішно включитися до складу біоценозу і тому вимирають, або знаходять собі місце в угрупованні, швидко займають у ньому панівне становище, різко впливаючи на крихку рівновагу, досягнуту між колишніми членами угруповання, і тим самим порушують його функціонування.